# Andreas Heyvaert
Andreas Heyvaert (Steenhuffel, ca. 1584 – Opwijk, 29 april 1639) was in de vroege 17e eeuw een van de invloedrijkste personen binnen de belangrijke Vlaamse grensheerlijkheid Opwijk. Hij oefende aldaar verschillende belangrijke bestuurlijke functies uit.

## Carrière
In 1603, op ongeveer 19-jarige leeftijd, vervulde Andreas zijn eerste officiële functie. Hij was vanaf dat jaar immers schepen aan de schepenbank van Opwijk. Hiermee had hij dus mee de hand in de rechtspraak binnen de heerlijkheid, evenals het gemeentebeleid. Hij oefende de functie van schepen tot en met 1605 uit. Vanaf het jaar 1606 was hij kerkmeester van Opwijk, hij stond dus in voor het financiële beleid van de kerk en de dagelijkse zorg van het kerkgebouw. Na dit twee jaar lang gedaan te hebben, werd hij in 1608 opnieuw schepen. Hij was zeker onafgebroken schepen tot en met 1611 en opnieuw van 1614 tot en met 1617. Hij was dus gedurende vele jaren schepen van de heerlijkheid.
In 1618 zette hij een grote stap naar boven. In dat jaar werd hij immers aangesteld als meier van de gemeente, een soort voorloper van het burgemeestersambt. De meier werd aangesteld door de dorpsheer en was onder meer verantwoordelijk voor het innen van de aan hem te goede pachtgelden en schulden. Drie jaar lang was Andreas de meier van Opwijk, tot en met 1620.
In 1621 bereikte hij de belangrijkste functie in zijn carrière. Hij werd immers hoofdschepen van het Land van Dendermonde, een kasselrij van het Graafschap Vlaanderen. Hij was dus een van de zeven schepenen, die met de baljuw aan het hoofd, de schepenbank van dit gebied vormde. Als hoofdschepen viel hij ook in wanneer de baljuw er niet kon zijn. In deze functie oversteeg Andreas dus het niveau van de lokale rechtspraak en was hij mee decisief bij een hogere rechtbank. Hij was zes jaar lang hoofdschepen, tot en met 1626. Hij sloot uiteindelijk zijn carrière af als schepen van Opwijk, wat hij nog tot in 1628 was.
Op 29 april 1639 overleed hij, vermoedelijk ongeveer 55 jaar oud zijnde. Zoals dat met gegoede mensen toen het geval was, werd hij binnenin de kerk van zijn thuisparochie begraven.

## Familie
Andreas (Ook: Andries Heyvaert) was zoon van Adriaan Heyvaert en Anna Bijls, een gegoede familie uit Steenhuffel. Rond het jaar 1601 trouwde hij met Elisabeth Deckers. Met haar kreeg hij te Opwijk zes kinderen: vier zonen en twee dochters.
- Adriaan (°16 juni 1602) x Jacoba Luypaert (schepen, meier)
- Jacob (°15 mei 1604) x Emmerentia van Herrebosch
- Petrus (°30 mei 1606) x Barbara van den Broeck
- Maria (°7 september 1608) x Joos Lissens
- Anna (°28 februari 1610)
- Michael (°26 maart 1612) x Anna van Zeebroeck

Op 15 mei 1612 overleed zijn vrouw Elisabeth. Andries bleef meer dan een jaar lang weduwnaar, totdat hij op 22 mei 1613 hertrouwde met Antonia Meersman. Met Antonia kreeg hij nog 11 kinderen. In 1629 kreeg hij onder meer een twee-eiige tweeling.
- Hendrik (°8 maart 1615)
- Gillis (°16 september 1616) x Gertrude Gielens, xx Clara de Clerck
- Catharina (°19 juli 1618) x Filips de Smedt
- Elisabeth (°1 februari 1620)
- Andreas (°5 oktober 1621), als kind gestorven
- Joos (°7 februari 1624) x Maria Aelbrecht
- Pauwel (°19 augustus 1625) x Catharina d'Hauwere
- Antoon (°4 februari 1629) x Catharina van den Breen
- Clara (°4 februari 1629)
- Andreas (°9 ... 1631)
- Frans (°26 mei 1634)